# Hendrik de Vredelievende
Hendrik de Vredelievende, hertog van Brunswijk-Lüneburg (1411-1473) was de tweede zoon van hertog Hendrik de Milde van Brunswijk-Lüneburg (als Hendrik I van Wolfenbüttel) en Margaretha van Hessen. Samen met zijn broer Willem, volgde hij in 1416 zijn vader op in Brunswijk-Wolfenbüttel (als Hendrik II van Wolfenbüttel).

## Huwelijk en kind
Hendrik was gehuwd met Helena van Kleef (1423-1471), dochter van hertog Adolf IV van Kleef-Mark, en werd de vader van Margaretha, die huwde met heer Willem III van Henneberg-Schleusingen.